# ボストニアン
ボストニアン
- マサチューセッツ州ボストン市民の愛称（Bostonian）。
- おもにビジネスシューズを製造するアメリカ合衆国の靴メーカー。
- ヘンリー・ジェイムズ原作、ジェームズ・アイヴォリー監督の1984年公開のイギリス映画。ボストニアン (映画)を参照。
- 日本の競走馬。以下に記述。

ボストニアンは日本の競走馬。1953年に皐月賞、東京優駿（日本ダービー）に優勝し二冠を達成した。名種牡馬セフトの最終世代の産駒である。

## 戦跡
7番人気の低評価で皐月賞を制すと、この年新設されたNHK杯にも勝ち東京優駿に出走。この年の東京優駿は33頭が出走（確定出走頭数は35頭で、当日2頭取り消した）する史上最多頭数で行われ、その中の3頭が落馬するという大混戦となった。この中で1番人気に押されたボストニアンは直線鋭く追い込みダイサンホウシユウ以下に2馬身の差をつけ優勝した。
春に二冠を制したことでセントライト以来12年ぶりとなる三冠に挑戦する。10月に復帰するとまずオープンを3連勝。この3連戦で皐月賞2着馬ハクリヨウ、東京優駿2着馬ダイサンホウシユウを易々と降し三冠達成に死角はないと思われていたが、ハクリヨウは菊花賞に向けて急激に力をつけてきており3馬身半差敗れ三冠はならなかった。
翌1954年は、鳴尾記念（秋）と阪神記念をレコードで制すなどそこそこの活躍を見せたが、天皇賞（春）でライバル・ハクリヨウに再び敗れ、この年を最後に引退した。

## 引退後
引退後は種牡馬となり、セフトの後継種牡馬として人気を集めるも、全くと言ってよいほど活躍馬を出せず失敗に終わった。しかしながら後に名牝系を築くアサマユリ（同馬はメジロマックイーンの曾祖母にあたる）の父となるなど、母系に入っては複数の活躍馬を送り出した。

### 主な産駒
- マイホープ - 1960年クイーンステークス3着
- ヤマホープ - 1965年北国王冠（金沢）
- アサマユリ - 中央競馬2勝。メジロスイセイ（京都記念〈秋〉）、メジロホーク（中京記念）の母。メジロファントム（東京新聞杯、目黒記念〈秋〉、天皇賞〈秋〉2着2回など）、メジロジュピター（中山大障害〈春〉）、メジロハイネ（セントライト記念、中山牝馬ステークス）の祖母。その他子孫に活躍馬多数
- ボストホマレ - コーセイ（中山記念、阪神4歳牝馬特別、桜花賞2着など）の祖母
- フヂカタ - ウメノシンオー（ラジオたんぱ賞）、タカラスチール（マイルチャンピオンシップ、関屋記念）、タカラフラッシュ（ラジオたんぱ賞〉の祖母

## 血統表
| ボストニアンの血統（ヘロド系 / Symington4×4=12.50%、Ayrshire5・5×5=9.38%、Sierra・Sainfoin5×5=6.25%） | ボストニアンの血統（ヘロド系 / Symington4×4=12.50%、Ayrshire5・5×5=9.38%、Sierra・Sainfoin5×5=6.25%） | ボストニアンの血統（ヘロド系 / Symington4×4=12.50%、Ayrshire5・5×5=9.38%、Sierra・Sainfoin5×5=6.25%） | （血統表の出典） | （血統表の出典） |
| 父 *セフト Theft 1932 鹿毛                                                                            | 父の父Tetratema 1917 芦毛                                                                             | The Tetrarch                                                                                          | Roi Herode       | Roi Herode       |
| 父 *セフト Theft 1932 鹿毛                                                                            | 父の父Tetratema 1917 芦毛                                                                             | The Tetrarch                                                                                          | Vahren           |                  |
| 父 *セフト Theft 1932 鹿毛                                                                            | 父の父Tetratema 1917 芦毛                                                                             | Scotch Gift                                                                                           | Symington        | Symington        |
| 父 *セフト Theft 1932 鹿毛                                                                            | 父の父Tetratema 1917 芦毛                                                                             | Scotch Gift                                                                                           | Maund            |                  |
| 父 *セフト Theft 1932 鹿毛                                                                            | 父の母Voleuse 1920 鹿毛                                                                               | Volta                                                                                                 | Valence          | Valence          |
| 父 *セフト Theft 1932 鹿毛                                                                            | 父の母Voleuse 1920 鹿毛                                                                               | Volta                                                                                                 | Agnes Velasques  |                  |
| 父 *セフト Theft 1932 鹿毛                                                                            | 父の母Voleuse 1920 鹿毛                                                                               | Sun Worship                                                                                           | Sundridge        | Sundridge        |
| 父 *セフト Theft 1932 鹿毛                                                                            | 父の母Voleuse 1920 鹿毛                                                                               | Sun Worship                                                                                           | Doctorine        |                  |
| 母 神正 1938 栗毛                                                                                     | 母の父*ダイオライト Diolite 1927 黒鹿毛                                                               | Diophon                                                                                               | Grand Parade     | Grand Parade     |
| 母 神正 1938 栗毛                                                                                     | 母の父*ダイオライト Diolite 1927 黒鹿毛                                                               | Diophon                                                                                               | Donnetta         |                  |
| 母 神正 1938 栗毛                                                                                     | 母の父*ダイオライト Diolite 1927 黒鹿毛                                                               | Needle Rock                                                                                           | Rock Sand        | Rock Sand        |
| 母 神正 1938 栗毛                                                                                     | 母の父*ダイオライト Diolite 1927 黒鹿毛                                                               | Needle Rock                                                                                           | Needlepoint      |                  |
| 母 神正 1938 栗毛                                                                                     | 母の母*種正 Young Man's Fancy 1920 鹿毛                                                               | Junior                                                                                                | Symington        | Symington        |
| 母 神正 1938 栗毛                                                                                     | 母の母*種正 Young Man's Fancy 1920 鹿毛                                                               | Junior                                                                                                | Scylla           |                  |
| 母 神正 1938 栗毛                                                                                     | 母の母*種正 Young Man's Fancy 1920 鹿毛                                                               | Enthusiast's Last                                                                                     | Enthusiast       | Enthusiast       |
| 母 神正 1938 栗毛                                                                                     | 母の母*種正 Young Man's Fancy 1920 鹿毛                                                               | Enthusiast's Last                                                                                     | Myrrha F-No.5-h  |                  |

- 全姉ヤシマテンプルは桜花賞2着馬でその曾孫にバンブーメモリー、全姉ヤシマニシキの曾孫にはイナリワンがいる。